# 宇江佐りえ
宇江佐 りえ（うえざ りえ、1959年〈昭和34年〉2月4日 - ）は、神奈川県川崎市出身のタレント、実業家。本名：植松 理恵（うえまつ りえ）。

## 来歴
洗足学園短期大学（現・洗足こども短期大学）幼児教育科卒業。幼稚園の先生になろうと実習まで行ったが、何10人の子供を相手にするには情緒不安定でムリと悟り、アルバイトをしながら別の仕事はないかと探しているとき、芸能事務所にスカウトされる。1981年3月から始まった『ウェザーショー・空飛ぶお天気スタジオ』（TBS）でデビュー。また『朝のホットライン』（TBS）でお天気キャスター（お天気お姉さん）を務めたことから、天気を意味する英語「ウェザー」 (weather) をもじってさらには本名の植松を引っ掛けて「宇江佐りえ」という芸名をつけたといわれている。
その後は、『なるほど!ザ・ワールド』（フジテレビ）や『あまからアベニュー』（毎日放送）などでリポーターとして活動。『そこが知りたい』（TBS）の通勤線途中下車の旅シリーズには、渡辺文雄とのコンビで出演していた。
2001年、15年間続いた担当番組『あまからアベニュー』が終了。その後は、2003年に『Re:essence』（リエッセンス）という女性向けのインナーブランドを立ち上げ、実業家の道を歩んでいる。
更年期と加齢のヘルスケア認定メノポーズカウンセラー、日本サプリメント学会認定サプリメントアドバイザーの資格を持つ。

## 出演

### テレビ番組
- ウェザーショー・空飛ぶお天気スタジオ → ウェザーりえの朝一番（1981年 - 1982年、TBS）[2]
- 朝のホットライン（1982年、TBS）
- なるほど!ザ・ワールド（フジテレビ）[2]
- あまからアベニュー（1986年4月7日 - 2001年3月22日、毎日放送）
- そこが知りたい（TBS）
- Beアップル2時!（1992年、よみうりテレビ）

### テレビドラマ
- ちょっと神様（1982年、TBS）
- 天までとどけ 7（1998年、TBS） - 杉原圭子 役

### ラジオ番組
- アピタ・キャッチ・ザ・ウェーブ21（FM愛知）[2]

## 著書
- 更年期をハッピーに生きる 幸年期メソッド（2016年3月、自由国民社) ISBN 978-4426119454